# Кляйнюнг, Карл
Карл Кляйнюнг (нем. Karl Kleinjung; 11 марта 1912, Ремшайд — 20 февраля 2003) — немецкий государственный деятель, генерал госбезопасности ГДР. Начальник I главного управления МГБ ГДР (1955—1981)

## Биография
Родился в рабочей семье. В 1931 году вступил в компартию Германии. Состоял также в Союзе красных фронтовиков.
В 1933 году после драки с боевиками СА, в которой были убитые, вынужден был бежать из Германии. Жил в Голландии, а затем в Бельгии. Некоторое время был тайным курьером КПГ, перевозил в Германию литературу и документы.
Во время Гражданской войны в Испании воевал в интербригадах на стороне республиканцев. В 1936 году Карл стал бойцом состоявшего в основном из немцев батальона имени Эдгара Андре, входившего в 11-ю интернациональную бригаду, участвовал во многих боях. В Испании он окончил школу подрывников, которой руководил С. Ваупшасов.
В 1939 году, после поражения республиканцев в Испании уехал в СССР, где некоторое время работал на Горьковском автомобильном заводе.
После начала Великой Отечественной войны проходил обучение в спецшколе НКВД. В 1943—1945 годах был переброшен в немецкий тыл в Минск, где вместе с Николаем Хохловым действовал под видом унтер-офицера немецкой полевой полиции. Участвовал в подготовке покушения на Вильгельма Кубе.
После окончания войны прибыл в Германию, где занимал руководящие должности в Народной полиции. С 1950 года в Штази. C 1955 — начальник I главного управления МГБ ГДР, отвечавшего за Национальную народную армию и пограничные войска. Занимал этот пост до выхода в отставку в 1981 году. Жил в берлинском районе Карлсхорст.
После воссоединения Германии Кляйнюнг отказался получать пенсию от властей ФРГ и вывешивал перед своим домом флаг ГДР.
Обвинялся в причастности к убийству противника восточногерманского режима Михаэля Гартеншлегера, который был застрелен на границе между ФРГ и ГДР в 1976 году.